# Meilenstein (Dorfgastein)

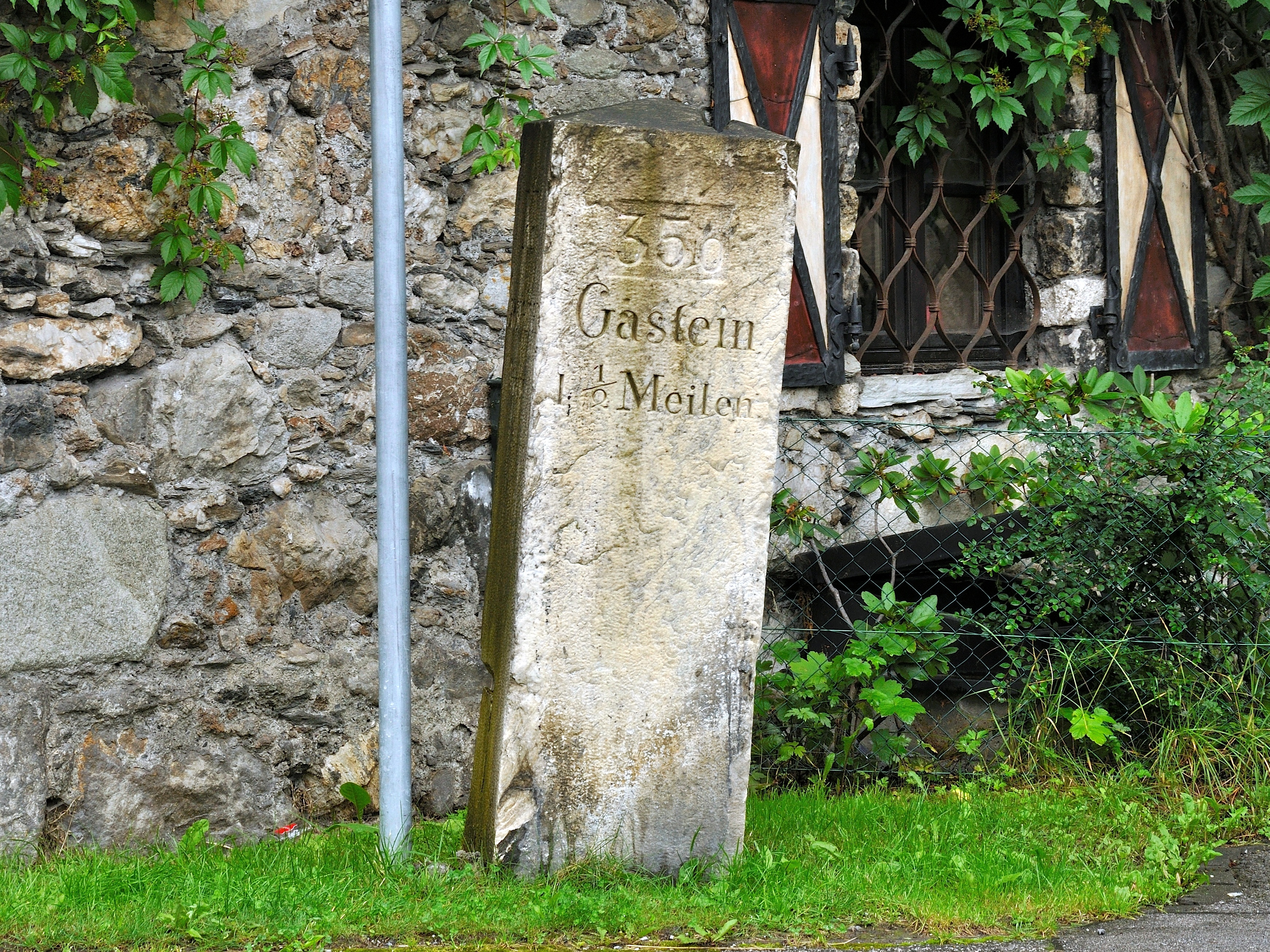
Meilenstein in Dorfgastein

Der Meilenstein in Dorfgastein ist ein Kleindenkmal in der Gemeinde Dorfgastein im Land Salzburg und steht unter Denkmalschutz (Listeneintrag). Der Meilenstein stammt aus dem 19. Jahrhundert.

## Beschreibung
Der Meilenstein stand an der Gasteiner Reichsstraße und befindet sich am nordwestlichen Ende des Römerplatzes in Dorfgastein. Eine Meile entsprach damals etwa 7,5 Kilometern.

Die Fläche, die ursprünglich der Straße zugewandt war, trägt eine Inschrift mit der Nummer des Meilensteins und der betreffenden Straßenbezeichnung: 

„XI Gasteiner Strasse.“

Für die Reisenden, die aus Wildgastein kamen, war folgende Inschrift bestimmt: 

„nach Salzburg 11 1/2 Meilen“

Auf der gegenüberliegenden Seite ist zu lesen: 

„35,0 Gastein 1 1/2 Meilen“

Aus der Anordnung der Seitenflächen ergibt sich die ursprüngliche Platzierung des Meilensteins am westlichen Straßenrand, also von Norden kommend am rechten Straßenrand. Die Summe von insgesamt 13 Meilen entspricht dem Meilenstein „Gasteiner Strasse Nr. VIII“ in der Gemeinde Lend.
Unklar ist neben dem genauen ursprünglichen Standort des Meilensteins auch die Zahl „35,0“. Gemäß der Gravur „45,0“ beim Meilenstein „Gasteiner Strasse Nr. XIII“ in Bad Hofgastein könnte es sich in beiden Fällen um nachträglich eingravierte Kilometer-Angaben handeln.